# Idit Silman
Idit Silman (em hebraico:  עִידִּית סִילְמָן, nascido em 27 de outubro de 1980) é uma política israelita. Ela foi membro do Knesset pela União dos Partidos de Direita em 2019.

## Biografia
Silman nasceu em Rehovot e foi educada em Ulpana Tzfira e no Instituto Wingate. Ela trabalhou em marketing na área de saúde. Ela é casada e tem três filhos.
Membro do Lar Judaico, ela foi escolhida para o lugar feminino na lista do partido nas eleições para o Knesset de abril de 2019. Quando o partido ingressou na aliança União dos Partidos de Direita, ela foi colocada em quinto lugar na lista, entrando no Knesset quando a aliança conquistou cinco cadeiras.
Silman deixou o lar judeu pela nova direita em 15 de janeiro de 2020 e foi colocada na sétima posição na lista Yamina no mesmo dia quando a aliança foi restabelecida para as eleições legislativas israelitas de 2020.
Ela foi colocada no oitavo lugar da lista Yamina antes das eleições legislativas israelitas de 2021.